# Smoke on the Water
Pour les articles homonymes, voir Smoke.
Singles de Deep Purple
Never Before
(1972) Woman from Tokyo
(1973)
Smoke on the Water est une chanson du groupe de hard rock britannique Deep Purple, parue en 1972 dans l'album Machine Head. Elle relate l'incendie du casino de Montreux survenu le 4 décembre 1971, dont le groupe a été témoin ; la « fumée sur l'eau » du titre est celle de la fumée qui se répand sur le lac Léman. Le riff de guitare de la chanson est l'un des plus célèbres de l'histoire du rock.

## Conception et enregistrement
Le 3 décembre 1971, Deep Purple pose ses valises à Montreux, en Suisse. Le groupe souhaite utiliser le casino de la ville pour enregistrer son prochain disque à l'aide du studio mobile Rolling Stones, afin de capter l'ambiance d'un concert sans que cela en soit vraiment un. Ces projets sont réduits à néant dès le lendemain : lors du concert de Frank Zappa et des Mothers of Invention, le soir du 4, un incendie se déclare dans le casino après qu'un spectateur a tiré dans le plafond avec un pistolet de détresse. Le complexe est entièrement détruit, laissant les Mothers sans matériel et Deep Purple sans studio d'enregistrement.

Le casino de Montreux en 1949.

Grâce à Claude Nobs, organisateur du Montreux Jazz Festival, les cinq musiciens trouvent à s'installer au Pavillon, une salle de concert du centre-ville, mais ils en repartent au bout d'une journée : le vacarme qu'ils y causent dérange le voisinage, d'autant que le groupe préfère travailler de nuit. La seule chanson qu'ils parviennent à enregistrer au Pavillon avant d'être interrompus par la police est une jam instrumentale autour d'un riff de guitare de Ritchie Blackmore, simplement intitulée Title #1, ou Durh Durh Durh (onomatopée des riffs du morceau) selon Jon Lord.

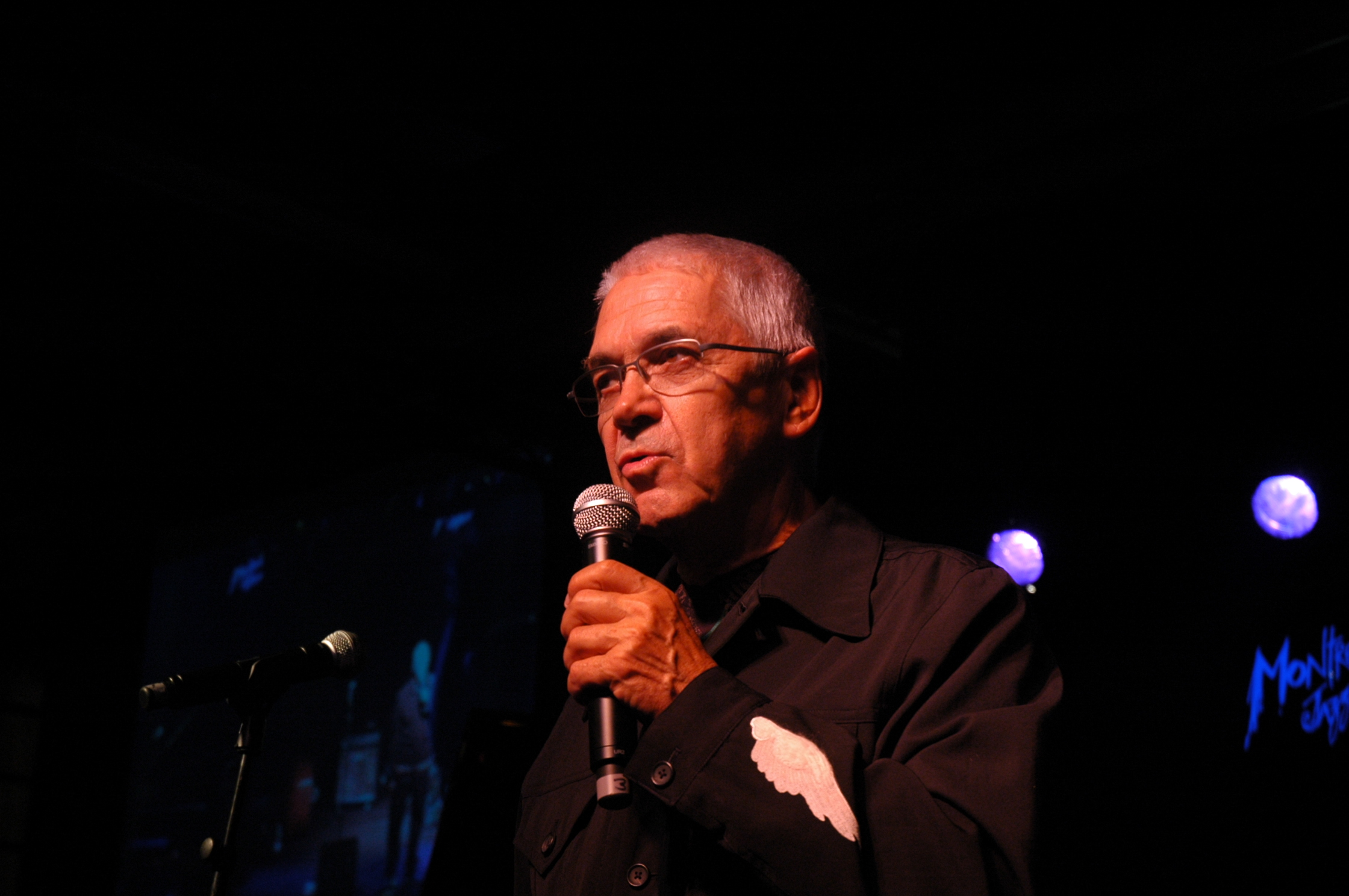
Le Funky Claude mentionné dans les paroles est Claude Nobs (ici en 2006).

Le périple du groupe s'achève au Grand Hôtel, où l'enregistrement de l'album Machine Head est bouclé en l'espace de deux semaines. Title #1 est retravaillée et devient Smoke on the Water, une phrase venue au bassiste Roger Glover dans son sommeil. Les paroles de la chanson, écrites par Glover avec le chanteur Ian Gillan, décrivent les événements de la nuit du 4 décembre, les déboires du groupe et les sessions au Grand Hôtel. Le titre évoque la fumée de l'incendie au-dessus des eaux du lac Léman, tel que les membres du groupe en ont été témoins depuis leur hôtel. 

Le texte démarre ainsi : 

« Nous sommes tous arrivés à Montreux / sur les rives du lac Léman / pour enregistrer un disque avec un [studio] mobile / nous n'avions pas beaucoup de temps. / Frank Zappa et les Mothers / occupaient le meilleur endroit possible / mais un imbécile avec un pistolet de détresse / a réduit l'endroit en cendres / Fumée sur l'eau, feu dans le ciel »

 

Le dernier couplet de la chanson explique :  

« Nous avons fini au Grand Hotel, il était vide, froid et nu / mais en réalisant notre musique ici avec le machin du camion des Rolling Stones juste à l'extérieur / avec quelque lumières rouges et quelques vieux lits, on en a fait un endroit pour transpirer / peu importe ce qu'on allait en tirer, je sais, je sais, que nous n'oublierons jamais »

Les musiciens de Deep Purple n'ont aucune idée du succès que leur chanson va rencontrer : pour eux, ce n'est qu'« une chanson comme les autres ». Interrogé en 2006 sur l'image qui lui reste de l'incendie du casino et de l'enregistrement de l'album, Ian Gillan répond :

« En fait, avec le temps qui passe, les éléments visuels — la fumée, le feu, la peur — restent présents, mais ce qui est le plus fort, c'est le souvenir du dernier jour d'enregistrement, au Grand Hotel. Martin Birch, notre manager, nous avait dit : "J'ai une mauvaise nouvelle : il nous manque sept minutes de matériel. Et il ne nous reste que 24 heures." Alors il a proposé qu'on écoute les prises qu'on avait faites le premier jour, pour le soundcheck. Et là-dedans, il y avait les bases de ce qui allait devenir Smoke on the Water. Roger Glover, le bassiste, a proposé qu'on écrive des paroles sur ce qu'on venait de vivre… Ce moment-là a été la conclusion de l'enregistrement le plus spectaculaire qui ait jamais eu lieu ! »

## Parution et accueil
Au moment de la sortie de Machine Head, en mars 1972, ce n'est pas Smoke on the Water qui est mise en avant, mais une autre chanson, Never Before. Cette dernière sort en single le même mois que l'album sur le label du groupe, Purple Records (PUR 102), et réalise une performance modeste dans les charts britanniques (35e), mais passe totalement inaperçue aux États-Unis. Comme le résume Roger Glover en 1998 :

« Ce qui est amusant, c'est que quand Machine Head est sorti, c'est Never Before que nous pensions voir devenir un hit. On avait vraiment travaillé dessus : un joli pont, un jeu soigné, un mixage approprié… »

Ce n'est qu'en mai 1973, plus d'un an après la sortie de l'album, que Warner Bros. Records, la maison de disques américaine de Deep Purple, décide de publier Smoke on the Water au format 45 tours, avec un enregistrement live de cette même chanson en face B. Ce single se classe 4e du Billboard Hot 100, le plus gros succès du groupe depuis Hush en 1968, et il est certifié disque d'or aux États-Unis. Au Royaume-Uni, il n'atteint que la 21e place du hit-parade. Purple Records édite également en tirage limité un single Smoke on the Water / Woman from Tokyo / Child in Time (PUR 132).
Smoke on the Water est la dernière chanson de Machine Head à intégrer le répertoire scénique de Deep Purple, à la fin du mois de mai 1972. Elle ne l'a plus jamais quitté depuis, et figure à ce titre dans la plupart des albums live du groupe, à commencer par le Made in Japan enregistré en août et sorti en décembre de la même année.
Smoke on the Water figure dans plusieurs listes musicales : elle est 434e dans la liste des « 500 plus grandes chansons de tous les temps » établie par le magazine Rolling Stone en 2004 et 12e dans la liste des « plus grandes chansons à guitare » établie par le magazine Q en 2005. La chaîne musicale VH1 l'a classée 11e dans sa liste des « 100 plus grandes chansons de hard rock », et 37e dans sa liste des « 40 plus grandes chansons de metal ». Elle est également sélectionnée par le Rock and Roll Hall of Fame, en 1995, comme l'une des « 500 chansons qui ont façonné le rock 'n' roll ».

## Structure musicale
Smoke on the Water débute avec le riff de doubles notes en quintes à vide joué par Ritchie Blackmore sur sa Fender Stratocaster. Blackmore n'hésite pas à comparer la simplicité de ce riff à la symphonie no 5 de Beethoven. Le riff, un des plus célèbres de l'histoire du rock, consiste à pincer la 5e case des 4e et  5e cordes de la guitare, puis à descendre sur les 3e et 5e cases des 3e et 4e cordes, la 2e fois en faisant un glissando de la 6e à la 5e case. La voici en tablatures :

-------------------------------------------

-------------------------------------------

-------------------------------------------

------3-5_-----3-6-5__--------3-5_--3-----

---5--3-5_--5--3-6-5__-----5--3-5_--3--5__

---5--------5--------------5-----------5__
Les autres instruments le rejoignent un à un : le charleston de Ian Paice, l'orgue Hammond distordu de Jon Lord, la batterie de Paice et la guitare basse de Roger Glover qui appuie sur les toniques en sol, avant le début du premier couplet, chanté par Ian Gillan.
La chanson compte deux solos : un solo de guitare entre le deuxième et le troisième couplet, et un solo d'orgue à la fin. Une autre version du solo de guitare apparaît dans la version remixée de l'album Machine Head, parue en 1997. Il existe aussi pendant le solo de guitare de Ritchie Blackmore un solo de basse fait par Roger Glover.

## Classements et certifications

### Classements hebdomadaires
| Classement (1973)              | Meilleure position |
| ------------------------------ | ------------------ |
| Autriche (Ö3 Austria Top 40)   | 11                 |
| Allemagne (Media Control AG)   | 20                 |
| France (SNEP)                  | 64                 |
| Pays-Bas (Single Top 100)      | 5                  |
| États-Unis (Billboard Hot 100) | 4                  |

| Classement (1977)              | Meilleure position |
| ------------------------------ | ------------------ |
| Royaume-Uni (UK Singles Chart) | 21                 |

| Classement (2012) | Meilleure position |
| ----------------- | ------------------ |
| France (SNEP)     | 134                |

### Certifications
| Pays              | Certification | Date         | Ventes    |
| ----------------- | ------------- | ------------ | --------- |
| États-Unis (RIAA) | Or            | 28 août 1973 | 1 000 000 |

## Reprises
Ian Gillan a repris Smoke on the Water en concert hors de Deep Purple : avec Ian Gillan Band (un enregistrement de 1977 figure sur l'album Live at the Budokan), avec Gillan (un enregistrement de 1980 figure sur la réédition de l'album Double Trouble (en)), et avec Black Sabbath durant la tournée de promotion de l'album Born Again en 1983.
Smoke on the Water a été reprise par de nombreux autres artistes, dans des genres très variés, parmi lesquels :
- Weird Al Yankovic dans le medley polka de l'album "Weird Al" Yankovic in 3-D (1984)
- Rock Aid Armenia pour un single de bienfaisance (1989)
- Acid Drinkers (heavy metal) sur l'album Dirty Money, Dirty Tricks (en) (1991)
- Rolf Harris (swing jazz) sur l'album Rolf Rules OK? (1992)
- Riot (hard rock) sur l'album Riot in Japan – Live!! (en) (1992)
- Dread Zeppelin (reggae rock) sur l'album The Fun Sessions (1996)
- Michel Macias (accordéon) sur l'album Danse t'es vivant (1996)
- Metalium (power metal) sur l'album Millennium Metal – Chapter One (en) (1999)
- Pat Boone (swing jazz) sur l'album In a Metal Mood: No More Mr. Nice Guy (2000), avec Ritchie Blackmore en invité
- Six Feet Under (death metal) sur l'album Graveyard Classics (2000)
- Dick Dale (rock) sur l'album Spacial Disorientation (2001)
- Uwe Schmidt (lounge latino) sur l'album Fiesta Songs (2003)
- Mattias Eklundh (heavy metal) sur l'album The Road Less Traveled (2004)
- G3 sur l'album Live in Tokyo (2005)
- Dolapdere Big Gang (musique turque) sur l'album Local Strangers (2006)
- Mr. Big sur l'album Back to Budokan (2009)
- Santana sur l'album Guitar Heaven: The Greatest Guitar Classics of All Time (2010)
- Tanguy de Lamotte à l’air guitar, dans l’Océan Indien lors du Vendée Globe 2012-2013 (2012)[26]

Deux reprises de la chanson figurent sur l'album-hommage Re-Machined: A Tribute to Deep Purple's Machine Head (en) (2012) : la première par Carlos Santana et Jacoby Shaddix, la deuxième par les Flaming Lips.
La chanson est fredonnée à quatre reprises dans la première saison de la célèbre série télévisée américaine Better Call Saul en 2015 : d'abord par un personnage nommé Marco, puis par le personnage principal, interprété par Bob Odenkirk, à la fin de l'épisode 10 et au début de l'épisode 11. Un extrait de l'album original accompagne également le générique de fin de l'épisode 10.
La chanson est également jouée à la guitare par Jake (Angus T. Jones), le neveu de Charlie Harper (Charlie Sheen) dans l’épisode 20 de la saison 1 de la série « Mon oncle Charlie » (Two and a Half Men) en 2004.